# Herkimer (Nowy Jork)
Herkimer – miasto w Stanach Zjednoczonych, w stanie Nowy Jork, w hrabstwie Herkimer.